# 도슨 기지 납치 사건
도슨 기지 납치 사건에 관한 문서이다. 도슨스 비행장 납치 사건이라고도 한다.
1970년 9월, 팔레스타인 해방대중전선(PFLP) 회원들은 뉴욕행 여객기 4대와 런던행 여객기 1대를 납치했다. 세 대의 항공기가 요르단 자르카 근처의 외딴 사막 비행장인 도슨 기지(Dawson's Field)에 강제로 착륙했다. 이전에는 왕립 공군 기지 자르카(Zarqa)였으며 이후 PFLP의 "혁명 공항"이 되었다. 사건이 끝날 무렵 납치범 1명이 사망하고 1명이 부상을 입은 것으로 보고됐다. 이는 1950년 체코슬로바키아에서 탈출한 이후 두 번째 대규모 항공기 납치 사건이다.
9월 6일, 프랑크푸르트에서 출발한 TWA 741편(보잉 707)과 취리히에서 출발한 스위스에어 100편(더글러스 DC-8)이 강제로 도슨 기지에 착륙했다. 같은 날, 암스테르담에서 El Al Flight 219(또 다른 707편) 납치가 실패했다. 납치범 패트릭 아르구엘로가 총에 맞아 사망했고, 그의 파트너 레일라 칼레드가 진압되어 런던에 있는 영국 당국에 넘겨졌다. 엘 알 항공기 탑승이 금지된 PFLP 납치범 2명이 대신 팬암 93편인 보잉 747을 납치해 대형 비행기를 요르단의 작은 활주로가 아닌 먼저 베이루트로, 그 다음 카이로로 방향을 바꾸었다. 9월 9일, 바레인에서 출발하는 비커스 VC10인 다섯 번째 비행기인 BOAC 775편이 PFLP 동조자에게 납치되어 영국군에게 칼레드를 구출하도록 압력을 가하기 위해 도슨 기지로 이송되었다.
310명의 인질 중 대다수가 암만으로 이송되어 9월 11일 풀려났지만, PFLP는 승무원과 유대인 승객을 분리하여 56명의 유대인 인질을 구금하고 비유태인을 풀어주었다. 특히 6명의 인질은 유대인이 아닌 남성이자 미국 시민이었기 때문에 억류됐다. 발표된 마감일 이전인 9월 12일, PFLP는 반격을 예상하면서 폭발물을 사용하여 빈 비행기를 파괴했다.
PFLP의 요르단 영토 착취는 요르단 왕국 내에서 점점 더 자율적인 아랍 팔레스타인 활동의 한 예였으며, 이는 후세인 왕의 하시미트 군주제에 대한 심각한 도전이었다. 후세인은 9월 16일 계엄령을 선포했고 9월 17일부터 27일까지 그의 군대는 요르단의 검은 9월(Black September)로 알려진 팔레스타인 통제 지역에 배치되어 시리아, 이라크, 이스라엘을 포함한 지역 전쟁을 거의 촉발시켰다.
그러나 요르단의 신속한 승리로 9월 30일 스위스 감옥에 있는 칼리드와 PFLP 회원 3명을 대가로 나머지 PFLP 인질들이 석방되는 거래가 가능해졌다.